# Гімн Росії
Державний гімн Російської Федерації (рос. Госуда́рственный гимн Росси́йской Федера́ции) — один із офіційних державних символів Росії, поряд з прапором та гербом. Автором мелодії, котру використовували у радянському гімні, є Олександр Александров, а слова тексту належать Сергію Михалкову, котрий раніше працював разом з Габріелем Ель-Регістаном над оригінальною композицією 1944 року. Традиції російського гімну беруть корені в Московському царстві, де для урочистих церемоній виконували православні пісні. Упродовж XVII—XVIII століть зустрічі коронованих осіб, перемоги у війнах чи важливі заходи святкувались віватними кантами або молитовними акламаціями. Першим офіційним гімном Російської імперії стала «Молитва росіян» 1816 року, а невдовзі її дещо перероблений варіант під назвою «Боже, царя бережи», запроваджений імператором Миколою I у 1833 році. Автором тексту обох гімнів був Василь Жуковський.
В часи Лютневої революції під час урочистостей виконувалась Марсельєза, а після більшовицького перевороту офіційним гімном Радянської Росії й відтак СРСР став Інтернаціонал. В роки Другої світової війни був розроблений новий гімн, музична основа якого ґрунтувалася на партійній пісні «Гімн партії більшовиків» авторства Олександра Александрова. Остаточну редакцію затвердили в 1944 році, в тексті наголошувалось на особливій ролі Росії, прославлялись Ленін і Сталін. Після смерті останнього гімн виконувався без слів, а в 1977 ввели новий варіант тексту. Сама РРФСР не мала власного регіонального гімну, лише в 1990 році Верховна Рада ухвалила «патріотична пісня» Михайла Глінки без слів. Він виявився непопулярним серед російської громадськості та багатьох політиків, зокрема через його мелодію та відсутність тексту, а отже, й нездатність надихати російських спортсменів під час міжнародних змагань. Уряд оголосив низку конкурсів на нову версію, але жодна пропозиція не знайшла підтримки.
Після обрання президентом Володимира Путіна новим офіційним гімном затвердили редакцію «Росія, велика наша держава», що базується на радянському варіанті. З останнього вилучили будь-які згадки про Леніна та «незламний союз», натомість головну увагу зосередили на прославленні країни, її розмірів та численних природних багатств. За позицією уряду, текст Сергія Михалкова якнайкраще передає російську історію і національні традиції. Хоча рішення президента й Державної думи викликало чимало протестів серед громадськості, опитування показують, що багато російських громадян прихильно ставляться до поточної версії.

## Текст державного гімну
| Оригінальний російською | Буквальний українською | Адаптований українською |
| Россия — священная наша держава, Россия — любимая наша страна. Могучая воля, великая слава — Твоё достоянье на все времена! Припев: Славься, Отечество наше свободное, Братских народов союз вековой, Предками данная мудрость народная! Славься, страна! Мы гордимся тобой! От южных морей до полярного края Раскинулись наши леса и поля. Одна ты на свете! Одна ты такая — Хранимая Богом родная земля! Припев Широкий простор для мечты и для жизни. Грядущие нам открывают года. Нам силу даёт наша верность Отчизне. Так было, так есть и так будет всегда! Припев | Росія — священна наша держава, Росія — улюблена наша країна. Могутня воля, велика слава – Твоє надбання на всі часи! Приспів: Слався, Вітчизно наша вільна, Братерських народів союз віковий, Предками дана мудрість народна! Слався, країно! Ми пишаємося тобою! Від південних морів до полярного краю Розкинулись наші ліси та поля. Одна ти на світі! Одна ти така – Бережена Богом рідна земля! Приспів Широкий простір для мрій і для життя Прийдешні нам відкривають роки. Нам силу дає наша вірність Вітчизні. Так було, так є і так буде завжди! Приспів | Росія — священна навіки держава! Росія — країна любові й краси! Могутність та велич, завзятість і слава — Твоє це надбання на вічні часи. Приспів: Слався, Вітчизно наша свобідна, Вічне єднання народів-братів, Пращурів сила — мудрість людини! Слався, країно, на віки-віків! Від півдня до льодів велика країна Розкинула наші ліси та поля. Одна ти на світі! Одна ти єдина — Бережена Богом прекрасна земля. Приспів Безкрайній обшир для життя і для мрії Прийдешні для нас відкривають роки. Нам силу дає наша вірність Вітчизні. Так було, так є і так буде завжди! Приспів |

## Попередні гімни
- У 1816—1833 роках Державним гімном Російської імперії була пісня «Молитва русских» («Молитва росіян»).
- У 1833—1917 роках — пісня «Боже, царя храни» («Боже, царя бережи»).
- Після Лютневої революції та створення Російської республіки став відомим так званий «Гімн Вільної Росії» (рос. Гимн Свободной России), особливої популярності він набув у виконанні Давида Медова, уродженця Єлисаветграда, та вважався неофіційним гімном аж до Жовтневого перевороту
- З 1918—1943 роки — державним гімном Росії був «Інтернаціонал».
- 1922—1991 роки гімн Росії — державний гімн Радянського Союзу.
- З 1943 року — гімн на музику Олександра Александрова.
- У 1991—2000 роках державним гімном Росії була «Патриотическая песня» («Патріотична пісня»). Автор музики Михайло Глінка, слів гімн не мав. За даними доцента Петербурзької консерваторії Костянтина Нікітіна, твір практично повторює середньовічний польський релігійний гімн «Христос, день нашого просвітлення».[1]

## Ставлення росіян до гімну
На питання фонду «Суспільна думка» про те, які образи виникають при прослуховуванні нового гімну, в 2002 р. більшість респондентів (28 %) називали «образи минулого, спогади». Водночас з текстом нового гімну в 2002 р. не були ознайомлені 73 % опитаних, а в 2004 р. — 65 %. Таким чином, первинний ефект від прийняття нового гімну полягав в об'єднанні населення в символічну спільність шляхом міфологізації минулого, а не через формулювання специфічних для країни цінностей і цілей на майбутнє.

## Відгуки
Валерія Новодворська:
|  | ...Всі пристойні люди в країні цю пісню табірного конвою, яка без вівчарок і колючого дроту якось не звучить, за свій гімн не вважають. Оригінальний текст (рос.) ...Все приличные люди в стране эту песню лагерного конвоя, которая без овчарок и колючей проволоки как-то не звучит, за свой гимн не считают |

|  | Коли на Євромайдані українські демократи співають свій гімн (Януковичу не спало на думку його скасувати), вони роблять це охоче і добровільно. Американці співають свій гімн, поклавши руку на серце. Гідна країна, гідна мелодія. А під олександрівський гімн можна тільки душити, давити, топтати чобітьми, повзати на колінах Оригінальний текст (рос.) Когда на Евромайдане украинские демократы поют свой гимн (Януковичу не пришло в голову его отменить), они делают это охотно и добровольно. Американцы поют свой гимн, положив руку на сердце. Достойная страна, достойная мелодия. А под александровский гимн можно только душить, давить, топтать сапогами, ползать на коленях. |